# Lövskogstubmal
Lövskogstubmal (Agnoea josephinae) är en fjärilsart som först beskrevs av Sergiusz Toll 1956.  Lövskogstubmal ingår i släktet Agnoea, och familjen tubmalar, Lypusidae . Arten är reproducerande i Sverige.